# Dungeness

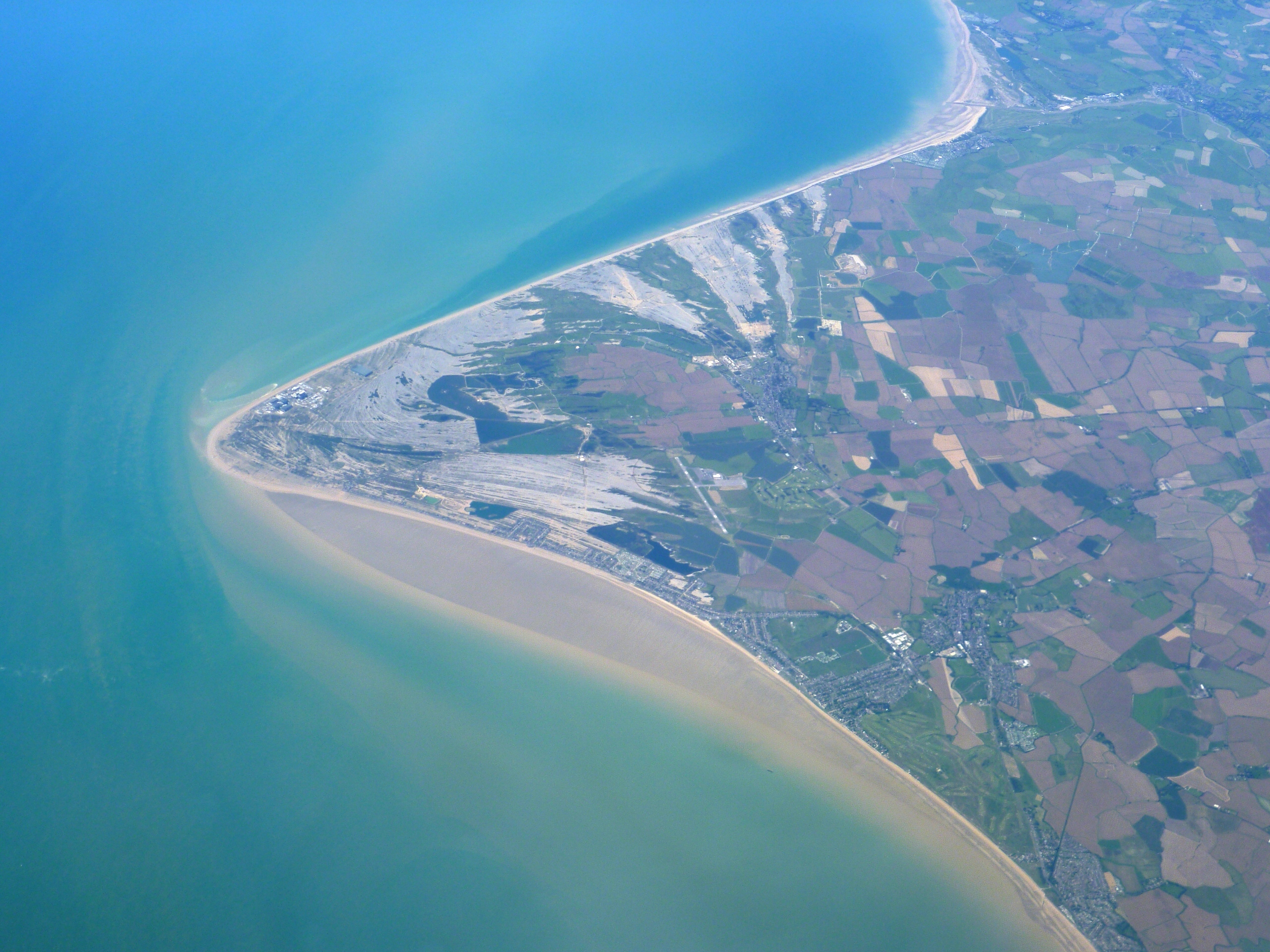
Vista aérea

Localização no mapa

Dungeness (UK /ˌdʌndʒəˈnɛs/) é um cabo na costa de Kent, na Inglaterra, formado essencialmente por pequenas pedras, com uma praia com um grande depósito de areia. Nele encontra-te também uma estação nuclear de produção de energia e uma reserva ecológica.